# Sammlungszentrum Augusta Raurica
Das Sammlungszentrum Augusta Raurica ist ein Museumsdepot für Augusta Raurica und das Römermuseum Augst in Augst im Schweizer Kanton Basel-Landschaft. Es befindet sich auf der Flur Schwarzacker, gegenüber den Ruinen des Osttors und dem Tierpark.

## Hintergrund
1957 wurde das Römermuseum von Augst eröffnet, anfangs noch mit etwa 44'000 Exponaten. Deren Anzahl stieg im Lauf der Jahre auf rund 1,9 Millionen. Da das Museumsdepot und die -räume jahrelang in acht gemieteten Standorten aufgeteilt waren, stellte dies das Museumsteam vor grosse Herausforderungen.

## Geschichte

### Planungsgeschichte
Mit einer Machbarkeitsstudie aus dem Jahre 2009 beantragte die Museumsleitung im Jahr 2012 einen Kredit für ein Neubau- und Depotprojekt für die Römerstadt Augusta Raurica. Nachdem der Landrat dem Projekt am 29. November 2012 zugestimmt hatte, wurde das Referendum dagegen ergriffen. Am 9. Juni 2013 wurde eine kantonale Volksabstimmung durchgeführt. Das Projekt wurde mit einem Mehr von 58 Prozent angenommen.

### Realisierung
Die Realisierung erfolgte in zwei Schritten: Zuerst wurde das Raumprogramm erstellt, etwa für Büros, eine Bibliothek und das Archiv. In einem zweiten Schritt erfolgte der Bau des Depots bzw. der Sammlung und der Lagerflächen. Der bisher landwirtschaftlich genutzte Standort ist nicht ausgegraben. Im Boden dürften sich noch Strukturen von Wohnbauten aus dem Südostquartier von Augusta Raurica aus dem 1. bis 3. Jahrhundert befinden. Der Neubau wurde über die Ruinen hinweg mit einer Aufschüttung sowie einer Bodenplatte aus Beton mit einer Stahlkonstruktion realisiert, um die Eingriffe in den Untergrund zu reduzieren.

### Eröffnung
Das Depot wurde 2022 fertiggestellt, und der Umzug soll im Laufe des Jahres 2023 erfolgen. Die Eröffnungsfeier mit einem Tag der offenen Tür fand am 12. und 13. Mai 2023 statt. Am 12. Mai fand die offizielle und symbolische Einweihung des Depots durch den Baselbieter Regierungspräsidenten Isaac Reber und die Regierungsrätin Monica Gschwind statt, ebenfalls anwesend waren Medienvertreter sowie mehrere eingeladene Gäste.

## Projektkosten
Die Projektkosten betrugen für die erste Etappe insgesamt 19'325'000 Franken, für die zweite Etappe  14'100'000 Franken.

## Auszeichnungen
- Holcim Awards für Karamuk Kuo Architekten GmbH (2017)

## Trivia
Das Sammlungszentrum ist als Kulisse für das Baselbieter Regierungsfoto für die Amtsperiode 2023/24 genutzt worden.